# Wola Grójecka
Wola Grójecka – wieś w Polsce położona w województwie świętokrzyskim, w powiecie ostrowieckim, w gminie Ćmielów.

## Historia
6 czerwca 1944 roku oddział partyzancki Armii Ludowej im. W. Łukasińskiego stoczył tu walkę z żandarmerią niemiecką w której poległo 10 partyzantów w tym J. Guliński „Ken” i mjr Fiodor Maksym.
7 lipca 1944 r. stoczona została krwawa bitwa oddziału wachmistrza T. Wójcika „Tarzana” ze Zgrupowania Eugeniusza Kaszyńskiego „Nurta” z Niemcami po tym, jak oczekujący we wsi na przejęcie dużego transportu kolejowego amunicji z fabryki w Skarżysku oddział AK, został otoczony przez przeważające siły wroga. Poległo w niej 37 partyzantów. Zostali oni pochowani na cmentarzu w Ćmielowie. 
Wydarzenie to upamiętniał stojący we wsi pomnik.
W latach 1975–1998 miejscowość administracyjnie należała do województwa tarnobrzeskiego.
Wierni kościoła rzymskokatolickiego należą do parafii Wniebowzięcia Najświętszej Maryi Panny w Ćmielowie.